# Steven Vinaver
Steven Vinaver (* 28. Dezember 1936 in Berlin als Evjatar Alexander Michael Vinaver; † 28. Juli 1968 in Pittsfield, Maine) war ein US-amerikanischer Dramatiker und Regisseur.
Der Sohn von Chemjo Vinaver und Mascha Kaléko emigrierte 1938 mit seinen Eltern in die USA und inszenierte später unter anderem am Broadway und am Berliner Schiller-Theater. Neben seiner Arbeit für das Theater verfasste er auch eine Reihe von Drehbüchern für das US-amerikanische Fernsehen und führte ebenso TV-Regie. Er war auch Librettist für Musical-Shows. Vinaver starb im Alter von 31 Jahren nach einer schweren Krankheit.